# Marahuacaea schomburgkii
Marahuacaea schomburgkii är en gräsväxtart som först beskrevs av Bassett Maguire, och fick sitt nu gällande namn av Bassett Maguire. Marahuacaea schomburgkii ingår i släktet Marahuacaea och familjen Rapateaceae. Inga underarter finns listade i Catalogue of Life.